# Gallaecia
Gallaecia, znana tudi kot Hispania Gallaecia, je bilo ime rimske province na severozahodu Hispanije, približno današnje Galicije, severne Portugalske, Asturije in Leóna ter kasnejšega kraljestva Galicija. Rimska mesta so vključevala pristanišče Cale (Porto), upravna središča Bracara Augusta (Braga), Lucus Augusti (Lugo) in Asturica Augusta (Astorga) ter njihova upravna območja Conventus bracarensis, Conventus lucensis in Conventus asturicensis.

## Opis
Rimljani so severozahodni del Hispanije ali Iberski polotok poimenovali Gallaecia po keltskih plemenih tega območja Gallaeci ali Gallaecians.
Gallaeci so se zapisali v pisano zgodovino v epu Punica Silija Italika iz 1. stoletja o prvi punski vojni:
Fibrarum et pennae divinarumque sagacem
flammarum misit dives Callaecia pubem,
barbara nunc patriis ululantem carmina linguis,
nunc pedis alterno percussa verbere terra,
ad numerum resonas gaudentem plaudere caetras. (knjiga III.344-7)
»Bogata Gallaecia je poslala svoje mladeniče, ki so bili modri v znanju vedeževanja po drobovju zveri, po perju in plamenih – ki so zdaj vpili barbarsko pesem svojega maternega jezika, zdaj izmenično topotali po tleh v svojih ritmičnih plesih, dokler ni zazvenela zemlja in spremljanje igranja z zvočnimi cetrami (caetra je bila majhna vrsta ščita, ki so ga uporabljali v regiji).«
Gallaecia, kot regija, je bila torej za Rimljane zaznamovana tako zaradi Gallaecijske kulture Castro, sistema gradišč, kot zaradi privlačnosti njenih rudnikov zlata. Ta kultura se je razširila preko današnje Galicije, severa Portugalske, zahodnega dela Asturije, Bierza in Sanabrije in se je po klasičnih avtorjih Pomponija Mela in Plinij Starejši razlikovala od sosednje luzitanske kulture na jugu.
Kasneje je mitska zgodovina, ki je bila zajeta v Lebor Gabála Érenn, pripisala Gallaecijo kot točko, od koder so Galci odpluli, da bi osvojili Irsko, kot so Galecijo, s silo orožja.

## Zgodovina

### Predrimska Galecija
Strabon v svoji Geografiji takole našteva prebivalce severozahodne atlantske obale Iberije:
... potem Vetonci in Vakajci, skozi katerih ozemlje teče reka Durius [Duero], ki omogoča križišče v Akutiji, mestu Vakajcev; in nazadnje, Callaicanci, [Gallaicanci], ki zasedajo zelo velik del gorate dežele. Iz tega razloga, ker se je bilo z njimi zelo težko bojevati, so Callaicanci sami ne le opremili priimka za človeka, ki je premagal Luzitance [kar pomeni Decim Junij Brut Kalaik, rimski general], ampak so to tudi prinesli zdaj, že, se večina Luzitancev imenuje Callaicanci.

### Rimska Galecija
Po punskih vojnah so se Rimljani posvetili osvajanju Hispanije. 60.000-člansko pleme Galeci se je po Paulu Oroziju soočilo z rimskimi silami leta 137 pr. n. št. v bitki pri reki Duero (špansko Duero, portugalsko Douro, galicijsko Douro, latinsko Durius), ki se je končala z veliko rimsko zmago, na podlagi katere se je rimski prokonzul Decim Junij Brut vrnil kot junak in dobil naziv Gallaicus ('zmagovalec Gallaicoi'). Od takrat so se galajski borci pridružili rimskim legijam, da bi služili vse do Dakije in Britanije. Dokončno izumrtje keltskega odpora je bil cilj nasilnih in neusmiljenih kantabrijskih vojn, ki so se bojevale pod cesarjem Avgustom od 26. do 19. pr. n. št. Odpor je bil grozljiv: kolektivni samomor namesto predaje, matere, ki so pobile svoje otroke, preden so naredile samomor, križani vojni ujetniki, ki so peli zmagoslavne himne, upori ujetnikov, ki so pobili svoje stražarje in se vrnili domov iz Galije.
Za Rim je bila Gallaecia regija, ki sta jo sestavljala izključno dva conventusa – Lucensis in Bracarensis – in se je glede na pisne vire jasno razlikovala od drugih con, kot je Asturica:
- Legatus iuridici do per ASTURIAE ET GALLAECIAE.
- Prokurist ASTURIAE ET GALLAECIAE.
- Cohors ASTURUM ET GALLAECORUM.
- Plinij: ASTURIA ET GALLAECIA

V 3. stoletju je Dioklecijan ustvaril upravno razdelitev, ki je vključevala conventus Gallaecia, Asturica in morda Cluniense. Ta provinca je prevzela ime Gallaecia, ker je bila najbolj naseljeno in pomembno območje v provinci. Leta 409, ko je padel rimski nadzor, so osvajanja Svebov preoblikovala rimsko Gallaecijo (conventus Lucense in Bracarense) v kraljevino Galicijo (Galliciense Regnum, ki sta ga zabeležila Hidacij in Gregor iz Toursa).

#### Rimski guverner
- Aconius Catullinus Philomatius, praeses pred letom 338

### Kasneje Galicija
V noči na 31. december 406 našega štetja je več germanskih barbarskih plemen, Vandalov, Alanov in Svebov, preplavilo rimsko mejo na Renu. Napredovali so proti jugu, ropali po Galiji in prečkali Pireneje. Lotili so se razdelitve rimskih provinc Carthaginiensis, Tarraconensis, Gallaecia in Betika. Svebi so zavzeli del Galicije, kjer so pozneje ustanovili kraljestvo. Potem ko so Vandali in Alani odšli v severno Afriko, so Svebi prevzeli nadzor nad večjim delom Iberskega polotoka. Vendar so vizigotski pohodi vzeli velik del tega ozemlja nazaj. Vizigoti so zmagali v vojnah, ki so sledile, in nazadnje priključili Galicijo.
Po vizigotskem porazu in priključitvi večjega dela Hispanije Mavrom je skupina vizigotskih držav preživela v severnih gorah, vključno z Galicijo. V Beatus of Liébana († 798) se je Gallaecia začela uporabljati za krščanski del Iberskega polotoka, medtem ko se je Hispania uporabljala za muslimanskega. Emirji, ki so se raje osredotočili na nalogo utrjevanja osvojenega ozemlja, se nazadnje nikoli niso razširili v te zelo zaščitene gore, ki so jih Rimljani pred njimi prav tako generacije vključevali.
V času Karla Velikega so se galecijski škofje udeležili frankfurtskega koncila leta 794. Med rezidenco v Aachnu je sprejel veleposlaništvo Alfonza II. Galecijskega, glede na frankovske kronike.
Sančo III. Navarski leta 1029 omenja Bermuda III. Leónskega kot Imperator domus Vermudus v Gallaeciji.